# Interpretările mecanicii cuantice
O interpretare a mecanicii cuantice este o încercare de a explica modul în care teoria matematică a mecanicii cuantice "corespunde" realității . Deși mecanica cuantică a rezistat unor teste riguroase și extrem de precise într-o gamă extraordinară de experimente (nicio predicție a mecanicii cuantice nu a fost găsită să fie contrazisă de experimente), există o serie de școli de gândire concurente care se preocupă de interpretarea lor. (Aceste opinii privind interpretarea diferă în privința unor întrebări fundamentale, cum ar fi: este mecanica cuantică deterministică sau aleatorie, care elemente ale mecanicii cuantice pot fi considerate "reale" și care este natura măsurării, printre altele). 
În ciuda unui veac de dezbateri și experimente, nu s-a ajuns la un consens între fizicieni și filozofii fizicii cu privire la care interpretare "reprezintă" cel mai bine realitatea. 

## Istoric
Definirea termenilor teoretici ai fizicii cuantice, cum ar fi funcții de undă și mecanica matriceală, a progresat în mai multe etape. De exemplu, Erwin Schrödinger a privit inițial funcția de undă a electronului ca fiind densitatea sarcinii împrăștiată în câmp, în timp ce Max Born a reinterpretat valoarea pătrată absolută a funcției de undă ca densitatea de probabilitate a electronului distribuită în câmp. 
Deși interpretarea Copenhaga a fost inițial cea mai populară, decoherența cuantică a câștigat popularitate. Astfel, interpretarea multiple-lumi a devenit din ce în ce mai acceptată. Mai mult, poziția strict formalistă a evitării unei interpretări a fost pusă în discuție prin propunerea unor experimente falsificabile care ar putea face diferența într-o zi între interpretări, ca de exemplu prin măsurarea unei conștiințe IA sau prin calculul cuantic.
Ca o evoluție a vederii de ansamblu în perioada anilor 1990 - 2000, se poate lua în considerare un "instantaneu" de opinii colectate într-un sondaj de către Schlosshauer și alții la conferința "Fizica cuantică și natura realității" din iulie 2011. Autorii fac referire la un sondaj similar informal realizat de către Max Tegmark la conferința "Probleme fundamentale în teoria cuantică" din august 1997. Principala concluzie a autorilor este că "interpretarea Copenhaga încă mai domnește supremă", primind cele mai multe voturi în sondajul lor (42%), pe lângă creșterea notabilității interpretărilor multiple-lumi: 
"Interpretarea Copenhaga încă mai domnește supremă aici, mai ales dacă am pune-o la un loc cu descendenți intelectuali, cum ar fi interpretările bazate pe informație și interpretarea cuantică bayesiană. În sondajul lui Tegmark, interpretarea Everett a primit 17% din voturi, număr similar cu cel din sondajul nostru (18%)."
Este de remarcat că numai interpretarea tranzacțională a lui Cramer, publicată în 1986, atribuie baza fizică afirmației lui Max Born că valoarea absolută a pătratului funcției de undă este o densitate de probabilitate.